# Church’s Ministry among Jewish People
Church’s Ministry Among Jewish People (kurz CMJ, englisch für „Dienst der Kirche unter Juden“) ist der Name einer anglikanischen Missionsgesellschaft. Sie wurde 1809 in London gegründet und hat seither in insgesamt über hundert Städten Krankenhäuser, Schulen oder Kirchen aufgebaut.

## Geschichte
Seit der Reformation popularisierte sich die Idee der Judenmission im Kontext verschiedener Bibelstellen (beispielsweise Römer 1,16  oder Römer 11,12–15 ) und fand im England des beginnenden 19. Jahrhunderts verstärkt Verbreitung. Es sollte „den Juden zuerst als auch dem Griechen“ das Evangelium nahe gebracht werden. Diese Idee wurde durch den Sohn eines fränkischen Rabbiners Joseph Frey aufgegriffen, der an Jesus Christus glaubte und ab 1805 unter den armen Juden im East End Londons seine missionarische Tätigkeit begann.
Am 15. Februar 1809 wurde von ihm und einigen anderen CMJ unter dem Namen London Society for Promoting Christianity Amongst the Jews, kurz LJS (London Jews’ Society) gegründet. In den ersten Jahren erstreckte sich die pietistisch geprägte Arbeit der Mission ausschließlich auf die Juden in London und einigen anderen Orten im Vereinigten Königreich und bestand vor allem aus Predigten und Vorträgen in Häusern und Kirchen in Ost-London, der Übersetzung des Neuen Testamentes ins Althebräische und Jiddische und dem Errichten zweier Schulen für jüdische Kinder, eine Mädchen- und eine Jungenschule. Man wollte die Tätigkeiten jedoch nicht auf England beschränkt halten und so ging 1817 ein Mitgründer der Gemeinschaft, Lewis Way, mit zwei Freunden auf das europäische Festland, um zu sehen, ob und in welcher Weise Tätigkeiten unter Juden möglich wären. Als sich diese Reise für ihn und die LJS als ein Erfolg herausstellte, wurden 1820 als erste Niederlassungen außerhalb der Britischen Inseln Zweige in Amsterdam und Basel gegründet, sowie in Cochin, Kalkutta und Madras in Indien.
Ebenfalls 1820 wurden die ersten Niederlassungen der Gesellschaft im heutigen Deutschland gegründet, 1822 folgte die Tochtergesellschaft in Berlin, wo sie Gesellschaft zur Beförderung des Christenthums unter den Juden hieß. Von hier aus kam es kurz darauf zu Gründungen von weiteren Tochtergesellschaften, etwa in Posen, Breslau und Königsberg. 1834 wurde eine Freischule errichtet. Die preußische Tochtergesellschaft wurde von den dortigen Königen, angefangen mit Friedrich Wilhelm III., unterstützt.

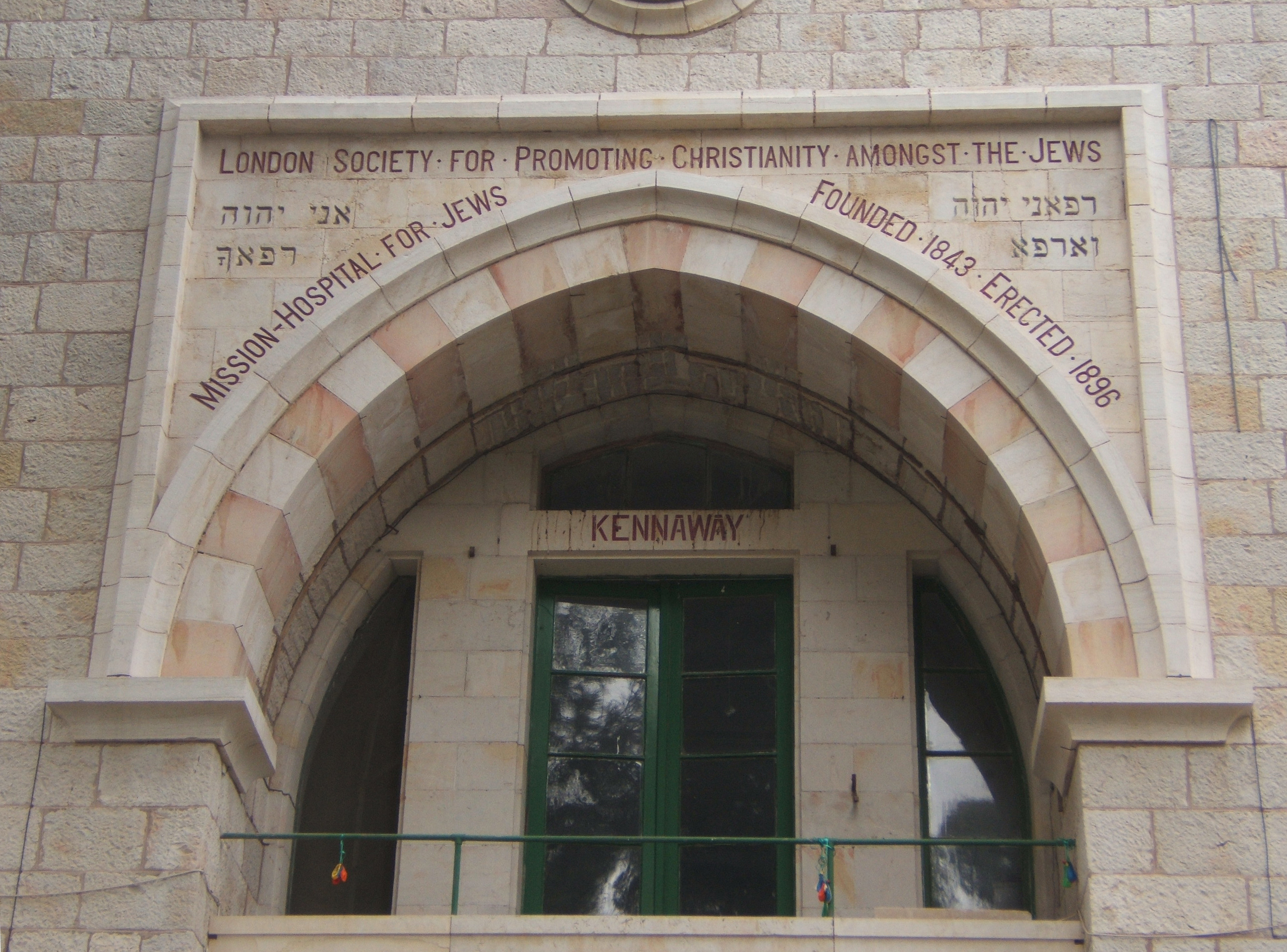
Portal eines ehemaligen Krankenhauses von CMJ in Jerusalem

Die Umsetzung des Entschlusses, auch in Jerusalem, der Stadt, die den Juden traditionell am meisten bedeutet, einen Zweig der Mission anzusiedeln, fand 1822 ihren Anfang, als Joseph Wolff auf einer Reise durch den Nahen Osten nach Jerusalem kam und dort für einige Zeit arbeitete. Ab 1823 besuchte Lewis Way mit W. B. Lewis von der LJS die Levante, und 1825 folgten der Pastor John Nicolayson und der Arzt George Edward Dalton. Alle stießen auf große Schwierigkeiten mit dem Aufbau einer ständigen Niederlassung der Londoner Gesellschaft. Die osmanischen Machthaber verboten jegliche Verbreitung der biblischen Schriften, die mitgebracht worden waren, unter den Rabbinern Jerusalems fanden sich ausgesprochene Feinde der Anhänger Jesu als jüdischer Messias, und selbst die Vertreter der schon lange in Jerusalem ansässigen christlichen Konfessionen lehnten eine protestantische Präsenz in der Stadt ab. Überdies erkrankte George Dalton schwer und verstarb am 25. Januar 1826. Einige Jahre später kam es trotz allen Hindernissen dazu, dass John Nicolayson als Vertreter der Gesellschaft dauerhaft in Jerusalem blieb. Durch das 1839 neu geschaffene Konsulat des Vereinigten Königreichs in Jerusalem genossen die britischen, aber auch andere protestantische Christen einen zuvor nie dagewesenen Schutz. So konnte sogar trotz des islamischen Rechts, das den Bau neuer Kirchen streng verbietet, 1849 der Bau der Christuskirche auf dem Westhügel Jerusalems vollendet werden, da sie als Privatkapelle des britischen Konsuls eine Ausnahme bildete. Schon 1841 war auf Vorschlag König Friedrich Wilhelms IV. von Preußen das preußisch-englische Bistum Jerusalem eingerichtet und die Ordination des zum Glauben an Jesus Christus gekommenen Rabbis Michael Salomo Alexander, der erster anglikanischer Bischof in Jerusalem wurde, erfolgt. Darauf folgten die Errichtung eines Industriehauses, in dem Olivenholz-Produkte hergestellt wurden, eines Hospitals für arme Juden, sowie unter Alexanders Nachfolger Samuel Gobat einer Mädchen- und einer Jungenschule, vornehmlich für jüdische Kinder.
Die in der Diaspora lebenden Juden – was in dieser Zeit fast alle waren – verteilten sich bis auf wenige Ausnahmen auf christliche und moslemische Länder. Ein Land mit großer jüdischer Bevölkerung war Abessinien, wohin im Jahre 1855 vier in St. Chrischona ausgebildete Missionare ausgesandt wurden. Sie verteilten – mit Erlaubnis des Kaisers Theodor II. – Bibeln, Neue Testamente und Psalmen in amharischer Sprache unter Christen und Juden und errichteten Schulen in Gonder und im von Beta Israel bewohnten Dorf Awora. Doch in den 1860er Jahren kam es zur Wende in der Politik des Kaisers, der aufgrund von Missverständnissen nicht nur den englischen Konsul Charles Duncan Cameron festnahm, sondern auch die Missionare, die er als Geiseln behielt. In dieser Situation kam es zur Britischen Äthiopienexpedition von 1868 unter Robert Napier, bei der die Geiseln befreit wurden.
Während des russisch-türkischen Krieges kam es 1878  in Bulgarien zu Pogromen an sephardischen Juden. Viele von ihnen flüchteten nach Konstantinopel, wo der LJS-Missionar James Baruch Crighton-Ginsburg, der vorher für die Missionsgesellschaft in Marokko und Algerien tätig gewesen war, im Stadtteil Ortaköy ein Waisenhaus mit Schule für jüdische Flüchtlingsmädchen aufbaute. Er nannte es Kuzularem („Weide meine Lämmer“ nach Joh 21,15 ). Eine prominente Schülerin des Waisenhauses war Fanny, die spätere Ehefrau des bekannten Journalisten und Schriftstellers Friedrich Schrader.
Die Judenpogrome in Russland ab 1881 betrafen insofern die Society, als viele der überlebenden Juden nach Europa und das Osmanische Reich flüchteten, wo zahlreiche Missionsstationen erste Hilfe leisteten. Von der LJS wurde eigens für die Flüchtlinge ein Fonds von 100.000 Pfund eingerichtet. Obwohl viele Juden – speziell in Jerusalem – der Londoner Gesellschaft kritisch gegenüber standen oder sogar jeden Kontakt mieden, wussten viele der Flüchtlinge die Hilfe zu schätzen, so viele gar, dass die Jerusalemer Mission finanziell stark überlastet war und sich nur durch Spendenkampagnen in England über Wasser halten konnte.
Der Erste Weltkrieg bedeutete für den Jerusalemer Zweig der Gesellschaft, dass große Teile der Arbeit eingestellt werden mussten. Den britischen Angestellten wurde ermöglicht, in das Vereinigte Königreich zurückzukehren, um Übergriffen der Osmanen vorzubeugen. Viele der Einrichtungen der Gesellschaft wurden zur Unterbringung von Soldaten und Pferden beschlagnahmt.
Im Dritten Reich wurde die Judenmission allgemein abgelehnt. Etwa schrieben die Deutschen Christen, die die nationalsozialistische Ideologie vertraten, in ihren Richtlinien: „In der Judenmission sehen wir eine schwere Gefahr für unser Volkstum. Sie ist das Eingangstor fremden Blutes in unseren Volkskörper. Sie hat neben der Äußeren Mission keine Daseinsberechtigung. Wir lehnen die Judenmission in Deutschland ab, solange die Juden das Staatsbürgerrecht besitzen und damit die Gefahr der Rassenverschleierung und Bastardierung besteht. Die Heilige Schrift weiß auch etwas zu sagen von heiligem Zorn und sich versagender Liebe. Insbesondere ist die Eheschließung zwischen Deutschen und Juden zu verbieten.“ Auch die Gesellschaft zur Beförderung des Christentums unter den Juden hatte in dieser Zeit große Schwierigkeiten. 1938 wurde die Inneneinrichtung des Sitzes der Gesellschaft in der Kastanienallee in Berlin durch ein Rollkommando verwüstet, im Januar 1941 wurde der Sitz durch die Gestapo vollends geschlossen. Dabei wurde die reichhaltige Bibliothek der Gesellschaft wohl zu großen Teilen vernichtet; nur ein kleiner Teil ist in die Berliner Staatsbibliothek übergegangen.
George Leonard Carey war in den 1990er Jahren der erste Erzbischof von Canterbury seit mehr als einem Jahrhundert, der kein Schirmherr von CMJ sein wollte. In einem Interview begründete er diese Entscheidung damit, dass er „als Präsident oder Schirmherr von mehr als 400 Organisationen ins Amt trat und aufräumen musste“. Außerdem halte er die Schirmherrschaft nicht unbedingt für vereinbar mit seiner Präsidentschaft bei der Organisation Council of Christians and Jews.
Heute besteht CMJ aus acht nationalen Zweigen in Israel, dem Vereinigten Königreich, den Vereinigten Staaten, Kanada, Südafrika, Australien, Irland und Hongkong. In Israel werden eine Kirche (die Christuskirche in Jerusalem), eine Schule (die Anglikanische Internationale Schule in Jerusalem) und drei Gästehäuser (Beit Bracha in Migdal, Beit Immanuel in Jaffa und das Christ-Church-Gästehaus in Jerusalem) unterhalten.

## Ziele
Das namensgebende Bestreben, den Juden die Messianität Jesu von Nazareth zu vermitteln, war ausschlaggebend für die Gründung der LJS. Dabei wird besonderer Wert darauf gelegt, dass der Glaube an Jesus als im Tanach verheißener Maschiach (משיח) keine heidnische Verfälschung des Judentums darstellt, sondern im Einklang mit der hebräischen Bibel steht. So wurde beispielsweise in der Christuskirche in Jerusalem auf ein Altarkreuz verzichtet, um besuchenden Juden nicht den Eindruck zu vermitteln, dass hier ein fremder Gott angebetet würde. Der österreichisch-jüdische Schriftsteller Ludwig August Frankl schrieb im Reisebericht seines Jerusalem-Besuches 1856: „Die Kirche strebt mit drei Spitzbogen empor, zwischen denen braunes Holzgebälke ist. Auf dem Hochaltare kein Kreuz, statt dessen zwei schwarze Marmortafeln auf denen die Zehn Gebote mit – hebräischer Goldschrift eingegraben sind. Auf den einfachen dunklen Holzbänken […] lag ein zufällig liegengebliebenes Gebetbuch in – hebräischer Sprache.“ Dabei legte die Gesellschaft – nach § 2 der Statuten der Berliner Gesellschaft – Wert darauf, keine irdischen Nebenabsichten bei der Mission zu haben. Dort heißt es: „Nie wird die Gesellschaft durch irdische Vortheile, welche sie Juden vom Übertritt zum Christenthume hoffen ließe, Proselyten anlocken, sondern wie der Herr und seine Apostel, durch Belehrung sie der Wahrheit zu gewinnen suchen.“ Doch ist das nicht das einzige Ziel der Gesellschaft. Kelvin Crombie nennt außer diesem drei weitere Ziele:
Erstens will CMJ der Kirche ihre jüdischen Wurzeln wieder nahebringen. Es werden zu diesem Zweck zum Beispiel informative Reisen unter dem Namen Shoresh-Tours (Hebr. שורש für „Wurzel“) nach Israel angeboten, durch die ein besseres Verständnis für das Judentum und das Heilige Land vermittelt werden soll.
Zweitens sieht die Gesellschaft in der in der hebräischen Bibel vorhergesagten Wiederkunft der Juden nach Eretz Israel eine erfüllte Prophetie und unterstützt die Alija der Juden.
Drittens unterstützt CMJ die von anderen Seiten angefeindeten Bewegungen der Judenchristen, bzw. Messianischen Juden, so trifft sich eine messianisch-jüdische Gemeinde beispielsweise in der Christuskirche in Jerusalem.